# Rani (bande dessinée)
Pour les articles homonymes, voir Rani.
Rani est une série en bande dessinée, écrite par Alcante à partir d'un scénario original de Jean Van Hamme et illustrée par Francis Vallès.

## Développement
L'idée de la série est née d'un scénario original écrit en 2008 par Jean Van Hamme et destiné à devenir une mini-série télévisée sur France 2 ; ce projet a ensuite pris du retard du fait de la réforme de France télévisions. 
Dans l'attente de savoir si la série télévisée verrait le jour, le récit a été adapté en bande dessinée, le premier album étant paru en 2009, soit avant même le tournage. La série télévisée homonyme a finalement été tournée en 2010 et diffusée en 2011 sur France 2, après la sortie du deuxième album. 
Huit tomes sont prévus, soit autant que d'épisodes pour le feuilleton. Jean Van Hamme étant occupé sur d'autres projets, son scénario a été adapté par Alcante.

## Synopsis
L'histoire débute en l'an 1743. La jeune Jolanne de Valcourt est la fille née hors mariage du vieux marquis Charles de Valcourt, qui l'a néanmoins reconnue. Philippe de Valcourt, demi-frère de Jolanne, assassine son père, puis spolie sa demi-sœur en lui faisant endosser la responsabilité d'un autre crime qu'il a lui-même commis.
Évadée, devenue membre d'une bande de brigands, puis à nouveau arrêtée, Jolanne parvient à échapper à l'exécution en se cachant sous l'identité d'une autre prisonnière. Elle est déportée aux Indes françaises, où l'attendent de nombreuses aventures.

## Albums parus
- Bâtarde, 2009  (ISBN 978-2-8036-2598-7)[3].
- Brigande, 2011  (ISBN 978-2-8036-2752-3)[4],[5].
- Esclave, 2012  (ISBN 978-2-8036-2973-2).
- Maîtresse, 2013  (ISBN 978-2-8036-3197-1).
- Sauvage, 2015  (ISBN 978-2-8036-3198-8).
- Condamnée, 2017  (ISBN 978-2-8036-3688-4).
- Reine, 2019  (ISBN 978-2-8036-7084-0).
- Marquise, 2020  (ISBN 978-2-8036-7682-8).